# Droit indonésien

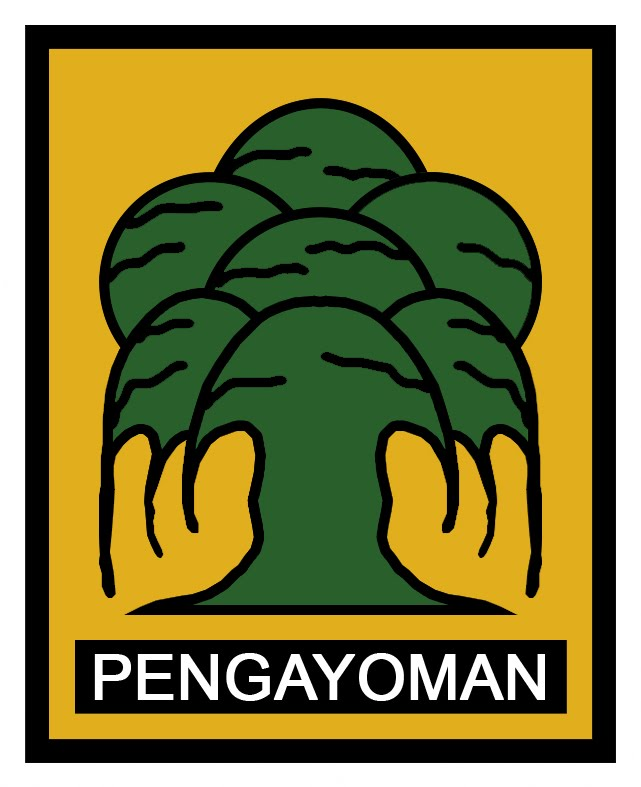
Depuis la décolonisation, le logo du ministère de la Justice est un figuier des banians.

Le droit indonésien est le droit de tradition civiliste, imprégné de droit coutumier, de droit romano-néerlandais et de droit religieux, appliqué en Indonésie.

## Histoire

### Avant la colonisation
Avant la colonisation néerlandaise au XVIe siècle, les royaumes indigènes gouvernaient l'archipel indépendamment les uns des autres avec leurs propres lois coutumières, appelées adat. La plupart d'entre elles étaient largement influencées par la charia, du moins dans les régions islamisées. Aceh à Sumatra appliquait, par exemple, sa propre charia, tandis que le groupe ethnique Toraja en Sulawesi appliquait un droit coutumier animiste.

### Période néerlandaise
Les premiers contacts avec les Néerlandais eurent lieu en 1512.
Le droit colonial néerlandais fut peu à peu imposé par la Compagnie néerlandaise des Indes orientales. Il est resté en vigueur pendant 350 ans, jusqu'à l'indépendance, et influence fortement les normes indonésiennes, principalement dans le Code civil. Le droit français a aussi un peu influencé le droit indonésien à la suite de l'application du code napoléonien lorsque les Pays-Bas furent intégrés à l'Empire français.

### Occupation japonaise
La période japonaise fut marquée par la loi martiale et l'apparition de nouvelles opportunités permettant aux Indonésiens de participer à la vie politique, à l'administration et à l'armée.

### Depuis l'indépendance
Après l'indépendance, en 1945, l'Indonésie a développé son propre droit moderne en adaptant les principes issus des lois en vigueur et en tentant de réinterpréter les normes issues de la tradition juridique islamique, en les mariant au droit romano-néerlandais. Les décisions légales néerlandaises ont conservé une certaine autorité en vertu du principe de concordance. Les trois composantes de l’adat (ou droit coutumier) ; le droit romano-néerlandais, les normes islamiques traditionnelles, et le droit indonésien moderne coexistent dans les normes en vigueur actuellement en Indonésie.
Le 23 septembre 2019, Après avoir "pris sérieusement en compte les réactions des différentes parties qui ont des objections sur un contenu substantiel", le président indonésien Joko Widodo a reporté le vote sur un nouveau code pénal, destiné à remplacer le code pénal néerlandais datant d'un siècle. Le code proposé criminaliserait les relations sexuelles extraconjugales, les insultes envers le président et les "actes obscènes".

## Sources du droit

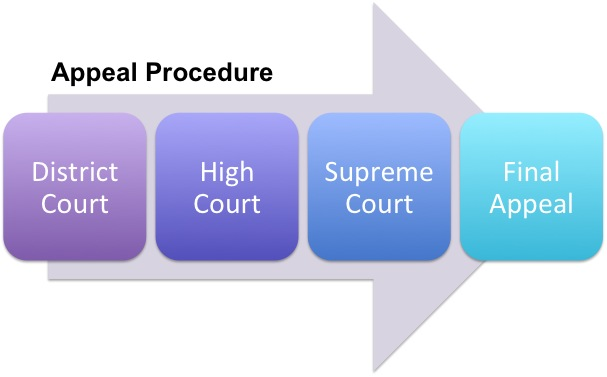
procédure d'appel

La hiérarchie officielle des normes internes de l'Indonésie est énumérée dans la loi no 10 de 2004 sur la formulation des lois et règlements :
- la Constitution de 1945 (Undang-Undang Dasar 1945 ou UUD'45),
- les lois (Undang-Undang ou UU) et les règlements du Gouvernement ayant valeur de loi (Peraturan Pemerintah Pengganti Undang-Undang ou Perpu),
- les règlements du Gouvernement (Peraturan Pemerintah ou PP),
- les décrets présidentiels (Peraturan Presiden ou Perpres),
- les règlements régionaux (Peraturan Daerah ou Perda).

En pratique, il existe des instructions présidentielles (Instruksi Presiden ou Inpres), des décrets ministériels (Keputusan Menteri ou Kepmen) et des circulaires (Surat Edaran), qui entrent parfois en conflit entre elles.
Enfin, dans la province d'Aceh, le Code pénal de 2014 est basé sur le droit pénal musulman.

### Constitution
La Constitution est la loi fondamentale de l'Indonésie.

### Droit international
La question des traités internationaux est uniquement adressée par l'article 11 de la Constitution qui dispose que le président les ratifie avec l'accord de le Conseil représentatif du peuple.

### Législation
Le Conseil représentatif du peuple est l'organe législatif de l'Indonésie. Il élabore les lois qui sont ensuite promulguées par le Président. Le président peut adopter des règlements ayant valeur de lois, qui seront dès lors automatiquement soumis au Conseil représentatif du peuple afin d'être adopté ou annulé. Les deux types d'actes peuvent être soumis à un contrôle de constitutionnalité.

### Règlements du gouvernement
Les règlements gouvernementaux sont élaborés par le président afin de permettre l'application des lois.

### Décrets présidentiels
Les décrets présidentiels sont des actes d'administrations.

## Sources
- (en) Cet article est partiellement ou en totalité issu de l’article de Wikipédia en anglais intitulé « Law of Indonesia » (voir la liste des auteurs).

## Compléments